# Palystes leroyorum
Palystes leroyorum är en spindelart som beskrevs av Croeser 1996. Palystes leroyorum ingår i släktet Palystes och familjen jättekrabbspindlar. Inga underarter finns listade i Catalogue of Life.